# Grand Prix Formule 1 van Nederland 1955
De Grand Prix Formule 1 van Nederland 1955 werd gehouden op 19 juni op het circuit van Zandvoort. Het was de vijfde race van het seizoen.

## Kwalificatie
| Pos. | Nr. | Coureur                | Constructeur | Tijd   | Verschil |
| ---- | --- | ---------------------- | ------------ | ------ | -------- |
| 1    | 8   | Juan Manuel Fangio     | Mercedes     | 1:40.0 |          |
| 2    | 10  | Stirling Moss          | Mercedes     | 1:40.4 | +0.4     |
| 3    | 12  | Karl Kling             | Mercedes     | 1:41.1 | +1.1     |
| 4    | 18  | Luigi Musso            | Maserati     | 1:41.2 | +1.2     |
| 5    | 2   | Mike Hawthorn          | Ferrari      | 1:41.5 | +1.5     |
| 6    | 14  | Jean Behra             | Maserati     | 1:41.5 | +1.5     |
| 7    | 16  | Roberto Mieres         | Maserati     | 1:42.1 | +2.1     |
| 8    | 4   | Maurice Trintignant    | Ferrari      | 1:42.4 | +2.4     |
| 9    | 6   | Eugenio Castellotti    | Ferrari      | 1:42.7 | +2.7     |
| 10   | 26  | Peter Walker           | Maserati     | 1:44.9 | +4.9     |
| 11   | 20  | Robert Manzon          | Gordini      | 1:46.0 | +6.0     |
| 12   | 24  | Jacques Pollet         | Gordini      | 1:48.6 | +8.6     |
| 13   | 28  | Louis Rosier           | Maserati     | 1:49.2 | +9.2     |
| 14   | 22  | Hermano da Silva Ramos | Gordini      | 1:50.2 | +10.2    |
| 15   | 32  | Horace Gould           | Maserati     | 1:50.4 | +10.4    |
| 16   | 30  | Johnny Claes           | Ferrari      | 1:53.3 | +13.3    |

## Wedstrijd
| Pos. | Nr. | Coureur                 | Constructeur | Rondes | Tijd / Oorzaak uitval | Grid | Punten |
| ---- | --- | ----------------------- | ------------ | ------ | --------------------- | ---- | ------ |
| 1    | 8   | Juan Manuel Fangio      | Mercedes     | 100    | 2:54:23.8             | 1    | 8      |
| 2    | 10  | Stirling Moss           | Mercedes     | 100    | +0.3                  | 2    | 6      |
| 3    | 18  | Luigi Musso             | Maserati     | 100    | +57.1                 | 4    | 4      |
| 4    | 16  | Roberto Mieres          | Maserati     | 99     | +1 ronde              | 7    | 4S     |
| 5    | 6   | Eugenio Castellotti     | Ferrari      | 97     | +3 rondes             | 9    | 2      |
| 6    | 14  | Jean Behra              | Maserati     | 97     | +3 rondes             | 6    |        |
| 7    | 2   | Mike Hawthorn           | Ferrari      | 95     | +5 rondes             | 5    |        |
| 8    | 22  | Hernando da Silva Ramos | Gordini      | 92     | +8 rondes             | 14   |        |
| 9    | 28  | Louis Rosier            | Maserati     | 92     | +8 rondes             | 13   |        |
| 10   | 24  | Jacques Pollet          | Gordini      | 90     | +10 rondes            | 12   |        |
| 11   | 30  | Johnny Claes            | Ferrari      | 88     | +12 rondes            | 16   |        |
| DNF  | 4   | Maurice Trintignant     | Ferrari      | 65     | Versnellingsbak       | 8    |        |
| DNF  | 20  | Robert Manzon           | Gordini      | 44     | Transmissie           | 11   |        |
| DNF  | 32  | Horace Gould            | Maserati     | 23     | Spin                  | 15   |        |
| DNF  | 12  | Karl Kling              | Mercedes     | 21     | Spin                  | 3    |        |
| DNF  | 26  | Peter Walker            | Maserati     | 2      | Wiellager             | 10   |        |

## Noot
- Dit was het debuut voor de Braziliaanse coureur Hermano da Silva Ramos.
- Eerste snelste ronde voor Roberto Mieres.

1948 · 1949 · 1950 · 1951 · 1952 · 1953 · 1955 · 1958 · 1959 · 1960 · 1961 · 1962 · 1963 · 1964 · 1965 · 1966 · 1967 · 1968 · 1969 · 1970 · 1971 · 1973 · 1974 · 1975 · 1976 · 1977 · 1978 · 1979 · 1980 · 1981 · 1982 · 1983 · 1984 · 1985 · 2020 · 2021 · 2022 · 2023 · 2024 · 2025  · 2026